# Tourist Guy

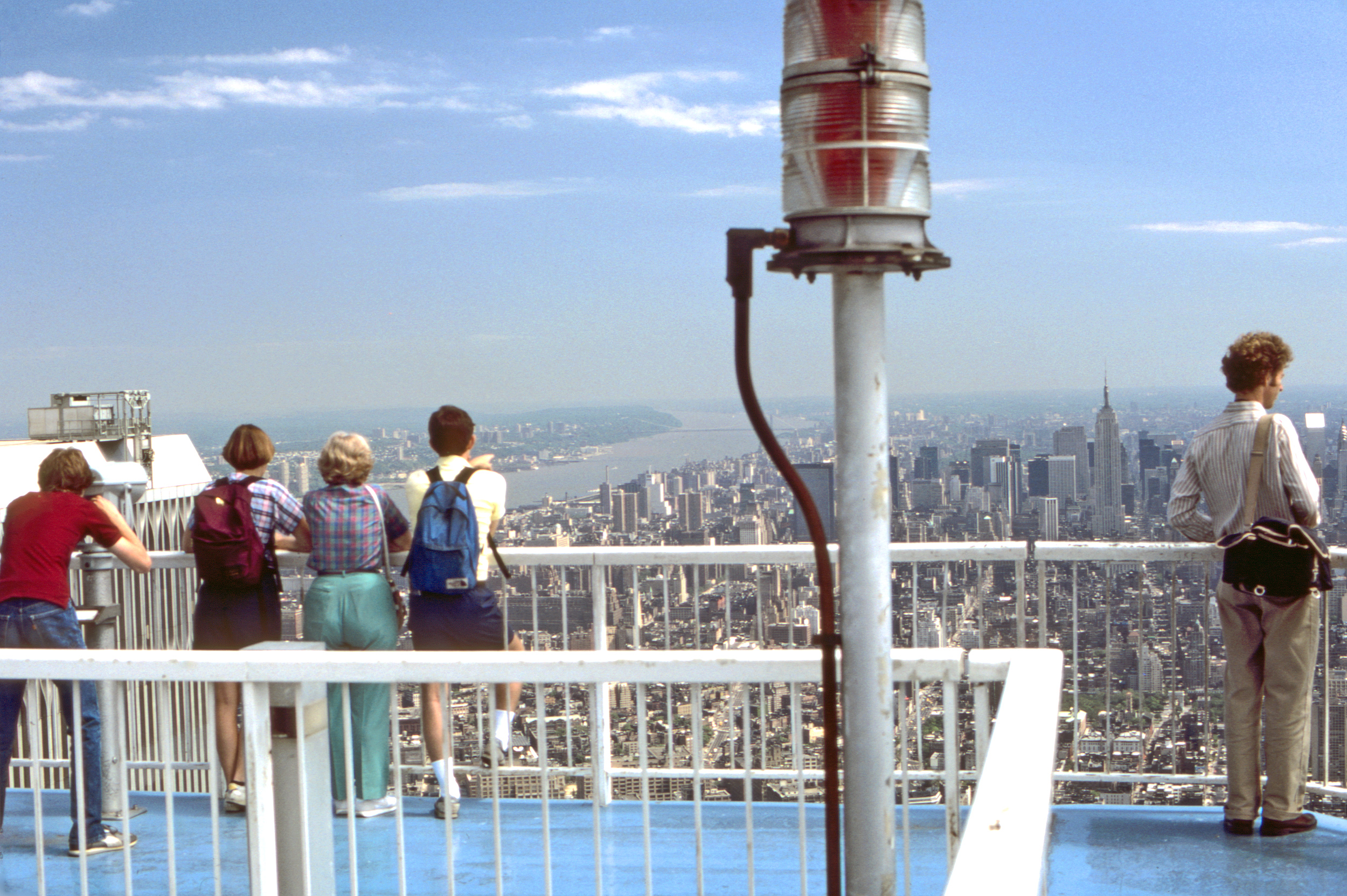
Turyści na platformie widokowej (Top of the World) na dachu wieży południowej, patrzący na północ w kierunku środkowego Manhattanu w 1984 roku

Tourist Guy (pol. „Turysta”, także: WTC Guy, Tourist of death) – legenda miejska, która pojawiła się w internecie krótko po zamachu na World Trade Center z 11 września 2001 roku. Zapoczątkowała ją krążąca w sieci fotografia rzekomo wywołana z kliszy znalezionej w rumowisku World Trade Center w Nowym Jorku. Przedstawia mężczyznę pozującego do zdjęcia stojąc na szczycie jednej z bliźniaczych wież na kilka sekund przed uderzeniem w nią widocznego w tle jednego z uprowadzonych przez islamskich terrorystów pasażerskich samolotów. Zdjęcie rozpoznawały rzesze internautów na całym świecie (i uznawały ją za prawdziwe).
W rzeczywistości zdjęcie powstało w 1997 roku i nie miało samolotu w kadrze. Jego właściciel, młody Węgier Péter Guzli, zeskanował fotografię i wykonał fotomontaż w programie do obróbki obrazów. Wklejony samolot został zidentyfikowany jako pochodzący ze zdjęcia autorstwa Jonathana Derdena z bazy Airliners.net. Przerobioną fotografię autor rozesłał pocztą elektroniczną do kilku znajomych w formie żartu, następnie powielana na kilku stronach internetowych stała się sieciowym fenomenem.

## Niespójności
W mediach analizujących fotografię wskazywano na następujące aspekty zdradzające mistyfikację:
- Rano w dniu ataku temperatura w Nowym Jorku wynosiła 18–20°C. Tymczasem mężczyzna ze zdjęcia ma na sobie zimową kurtkę i czapkę.
- Taras widokowy (Top of the World), na którym można było wykonać fotografię, znajdował się wyłącznie na uderzonej jako druga wieży południowej. Wieża północna uderzona jako pierwsza takowego nie posiadała. Wydaje się mało prawdopodobne, aby ktokolwiek po uderzeniu w wieżę północną pozostał na tarasie i pozował do zdjęcia.
- Ponadto taras widokowy na południowej wieży był otwierany o 9:30, podczas gdy uderzenie samolotu w południową wieżę nastąpiło ok. 9:03.
- Samolot na zdjęciu to Boeing 757 w barwach American Airlines, tymczasem oba samoloty, które uderzyły w wieże były Boeingami 767. Na fotografii nadlatuje on od północy w kierunku budynku, co odpowiadałoby pierwszemu atakowi w północną wieżę. Samolot, który uderzył w wieżę południową należał do linii United Airlines i uderzył od strony południowej.
- Ze względu na prędkość, z jaką porusza się samolot, na zdjęciu powinien być on rozmyty.
- Widoczna jest różnica w balansie bieli pomiędzy oryginalnym zdjęciem i wklejonym samolotem.
- Wyraźnie widać, że datownik na zdjęciu został wklejony w programie graficznym.
- Wskazywano również na małe szanse, aby aparat fotograficzny i zdjęcia były w stanie przetrwać zawalenie się World Trade Center.